# Muntanya d'en Bonet
La Muntanya d'en Bonet és una serra situada al municipi de Llagostera a la comarca del Gironès, amb una elevació màxima de 450 metres.